# Miguel Ribeiro de Sá
Miguel Ribeiro de Sá, primeiro e único barão de Ribeiro de Sá (Portugal, c. 1829 — 11 de janeiro de 1904), foi um fazendeiro luso-brasileiro.
Filho de José Ribeiro de Sá e Ana Joaquina de Sá, casou-se com a viúva Maria da Trindade Ribeiro de Sá. Saiu de Portugal com 13 anos de idade, indo trabalhar no comércio do major Carvalhinho (o Barão de Rio Novo), em Fernandes Pinheiro, onde trabalhou por 14 anos, até 1856. Aos poucos adquiriu terras, onde plantou café, através do qual construiu sua fortuna. Foi proprietário da Fazenda Rio Novo no município de Paraíba do Sul, onde construiu dois palacetes, um dos quais serve hoje à prefeitura municipal.
Grande filantropo, ajudou financeiramente na construção de várias igrejas e da Casa de Caridade de Paraíba do Sul, doou livros didáticos para escolas do Rio de Janeiro, ajudou a Santa Casa de Misericórdia de Penafiel e o Hospital da Real Beneficência Portuguesa. 
Foi agraciado barão em 15 de abril de 1882. Era tenente coronel da Guarda Nacional.